# Comptes à rebours
Pour plus de détails, voir Fiche technique et Distribution.
Comptes à rebours est un film franco-italien réalisé par Roger Pigaut en 1970, sorti en 1971.

## Synopsis
À sa sortie de prison, François Nolan (Serge Reggiani), un truand qui avait été trahi par un de ses complices, est déterminé à se venger. Après l'attaque d'un fourgon blindé qui avait tourné mal, Nolan fut blessé à l'épaule par l'un des convoyeurs. Laissé pour mort par ses complices, ceux-ci s'enfuirent avec le butin sans venir au rendez-vous prévu après le casse pour le partage. Malgré ses blessures, Nolan  arriva quand même à s'y rendre, dans le but de revoir ses complices. 
Il y rejoignit seulement son frère Pierrot qui avait surveillé l'endroit pendant le casse. Nolan se rendit compte qu'il avait été trahi du fait que la police et un commissaire d'assurances firent irruption dans la villa. Une fusillade eut lieu dans laquelle son frère périt et le commissaire fut défiguré. Nolan capturé en prit pour 10 ans de prison. À sa sortie de prison l'heure de la vengeance sonne. Aidé par le mystérieux et perfide commissaire d'assurances (M. Bouquet), il s'emploie à reconstituer l'histoire et à trouver celui qui l'avait trahi.

## Fiche technique
- Titre : Comptes à rebours
- Réalisation : Roger Pigaut
- Scénario original et dialogues : André-Georges Brunelin
- Adaptation: André G. Brunelin et Roger Pigaut
- Photographie : Jean Tournier
- Musique : Georges Delerue
- Son : Jacques Bonpunt
- Décors : Dominique André
- Montage : Gilbert Natot
- Assistant réalisateur : Michel Lang
- Pays d'origine :  France,   Italie
- Format :
- Durée : 105 minutes
- Date de sortie : 29 janvier 1971
- Box office (France) : 1 125 489 entrées

## Distribution
- Serge Reggiani : François Nolan
- Michel Bouquet : Valberg
- Marcel Bozzuffi : Zampa
- Jeanne Moreau : Madeleine
- Simone Signoret : Léa
- Charles Vanel : Juliani
- Jean-Marc Bory : Ferrier
- André Pousse : Gilbert Levasseur
- Amidou : Macias
- Jean Desailly : Le docteur Michel Saint-Rose
- Serge Sauvion : Jebel
- Bob Asklöf : Narcisse
- Joëlle Bernard : Suzy
- Hubert Deschamps : Le concierge
- Pippo Merisi : Livio
- Luce Fabiole : Germaine

## Production et distribtion
On retrouve une bonne partie de la distribution des rôles dans le film Trois Milliards sans ascenseur également réalisé un an plus tard par Roger Pigaut sorti en 197, avec Serge Reggiani, Michel Bouquet, Marcel Bozzuffi et Amidou.